# Krasnoe-na-Volge
Krasnoe-na-Volge è un insediamento di tipo urbano della Russia europea centro-settentrionale, situato nella oblast' di Kostroma. È il capoluogo del rajon Krasnosel'skij.